# Valentinos Vlachos
Valentinos Vlachos (in greco Βαλεντίνος Βλάχος?; Atene, 14 febbraio 1992) è un calciatore greco, difensore svincolato.